# لانداجولانا
لانداجولانا (به لاتین: Landajulana) یک منطقهٔ مسکونی در سری‌لانکا است که در استان جنوبی (سری‌لانکا) واقع شده‌است.